# Karpauszczyna
Karpauszczyna (biał. Карпаўшчына; ros. Карповщина, Karpowszczina) – wieś na Białorusi, w obwodzie witebskim, w rejonie orszańskim, w sielsowiecie Smolany, przy linii kolejowej Orsza – Lepel.